# Marco da Toledo
Marco da Toledo (... – 1216) è stato un traduttore e medico spagnolo e realizzò una delle prime traduzioni del Corano in latino.

## Biografia
Poco si conosce della sua vita. È noto che fu diacono e/o canonico della Cattedrale di Toledo tra il 1193 e il 1216, probabilmente apparteneva ad una famiglia castigliana mozarabica ed aveva sufficienti conoscenze della lingua araba da permettergli di tradurre testi religiosi e medici dall'arabo al latino.
Aveva studiato medicina, prima con l'aiuto di testi arabi e poi all'università (forse a Montpellier).
Le sue traduzioni dell'Isagoge Johannitii e Tegni Galieni di Hunayn ibn Ishaq alle quali vanno aggiunte le traduzioni di quattro trattati di Galeno (De tactu pulsus, De utilitate pulsus, De motu membrorum, De motibus liquidis), saranno ampiamente utilizzate nelle università di medicina europee del XII° secolo.